# Фудзівара но Йоріміті

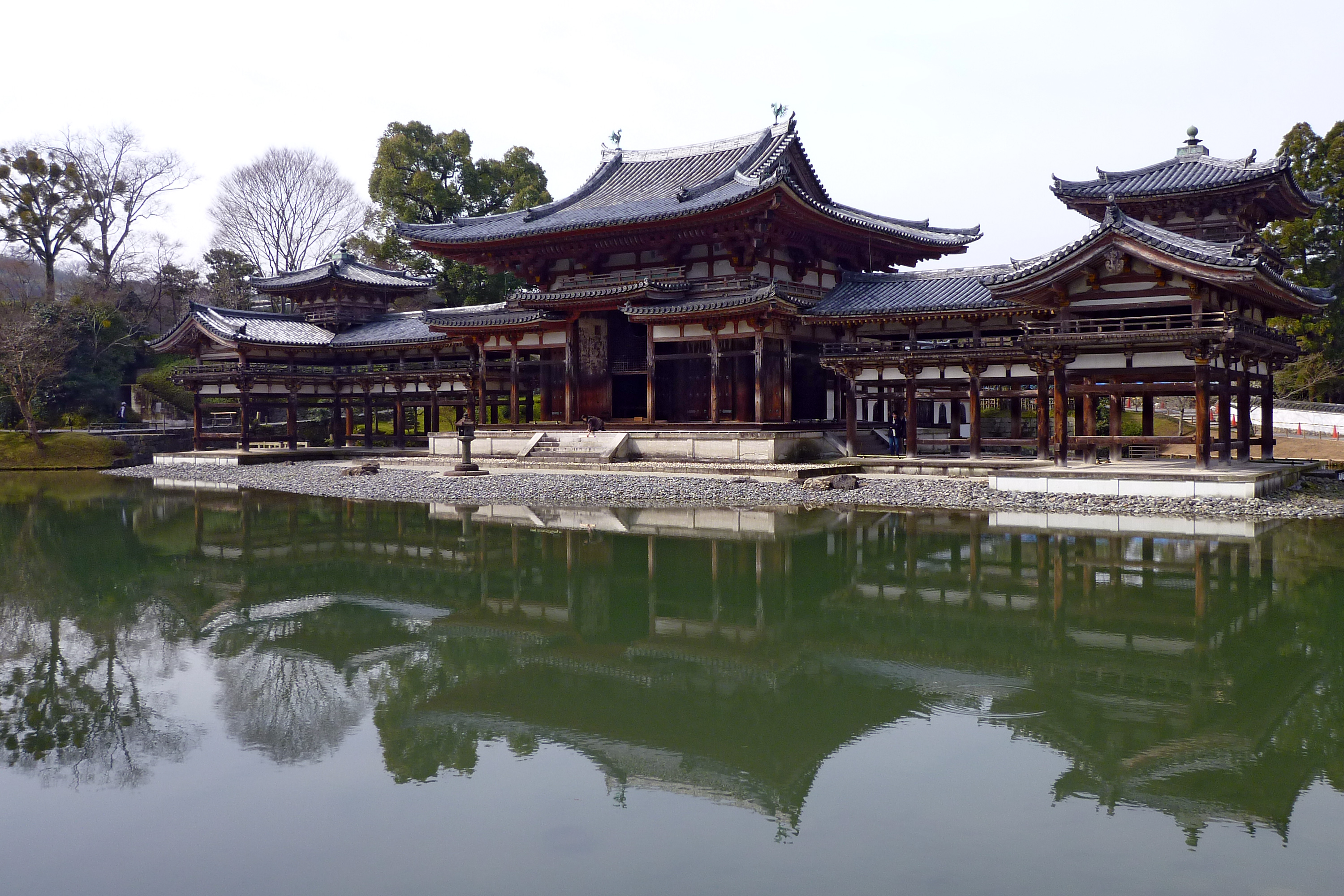
Зала Феніксів монастиря Бьодоїн, споруджена коштом Фудзівари но Йоріміті.

Фудзіва́ра но Йорімі́ті (яп. 藤原頼通, ふじわらのよりみち; 992—1074) — японський політичний діяч, аристократ середини періоду Хей'ан. Старший син Фудзівари но Мітінаґи, голова роду Фудзівара.

## Короткі відомості
Фудзівара но Йоріміті займав посади Імператорського регента сессьо (1017—1019), радника кампаку (1019—1067) і Міністра великої політики (1061—1062) за правління Імператорів Ґо-Ітідзьо, Ґо-Судзаку і Ґо-Рейдзей. Час його урядування вважається «золотим віком» роду Фудзівара. Символом могутності Йоріміті став споруджений ним у місцевості Удзі монастир Бьодоїн і головний храм цього монастиря — Зала Феніксів. За назвою цієї місцевості його називали «Кампаку з Удзі» (宇治の関白). 
Хоча за доби головування Йоріміті аристократи Фудзівара жили у розкошах і перебували на всіх посадах в уряді, в той же час почали проявилися перші ознаки занепаду цього роду. Донька Йоріміті, яка була видана заміж за Імператора, не змогла народити сина, наступника трону. Вперше за багато років Фудзівара позбулися можливості впливати на спадкоємця престолу через родинні зв'язки, що обумовило поступове зменшення їхньої політичної ваги. Додалися в знаки і політично-соціальні негаразди: вторгнення китайських піратів на Кюсю 1019 року, повстання Тайри но Тадацуни 1030 — 1032 років та Дев'ятирічна війна 1051 — 1063 років у Північній Японії.
Наприкінці життя Фудзівара но Йоріміті прийняв чернечий постриг.